# Hutchinson (uitgeverij)
Hutchinson & Co. was een Britse uitgever. Het ging samen met Century Publishing in 1985. Dit bedrijf werd hernoemd naar Century Hutchinson. In 1989 werd het een onderdeel van Random House. Hutchinson & Co. heeft boeken als The Lake of Darkness van Ruth Rendell uitgegeven. 